# アラン・サントス・ダ・ジルバ
アラン・サントス・ダ・ジルバ（Alan Santos da Silva、1991年4月24日 - ）はブラジル・サルヴァドール出身のサッカー選手。ポジションはボランチ。アル・イティハド・カルバSC所属。

## 経歴
15歳までブラジル・セリエA・ECヴィトーリアの下部組織でプレー。2009年には同リーグの名門サントスFCに移籍。
同クラブでプロ契約を結びトップチームに昇格、2014年シーズンまでサントスFCでプレーした。
2013年まではFCバルセロナに移籍したネイマールやボルジェス（元ベガルタ仙台）のチームメートであり、攻撃陣が攻めに専念できるようにチームのボランチとして主に中盤での守備を固める役割を担っていた。
2015年、ブラジル・セリエA・コリチーバFCに完全移籍。以降主力ボランチとして58試合に出場し2得点3アシストを記録し。2016年にはコパ・スダメリカーナにもボランチとして出場した。

## タイトル

### クラブ
コリチーバFC
- カンピオナート・パラナエンセ （1部）優勝（1回）：2017